# Woll-Tulpe
Die Woll-Tulpe (Tulipa lanata) ist eine Pflanzenart aus der Gattung der Tulpen (Tulipa) in der Familie der Liliengewächse (Liliaceae).

## Beschreibung

### Vegetative Merkmale
Die Woll-Tulpe ist eine ausdauernde Zwiebelpflanze, die Wuchshöhen von 40 bis 50 Zentimeter erreicht. Sie bildet möglicherweise unterirdische Ausläufer aus. Die Zwiebeln befinden sich bis 50 Zentimeter tief im Boden. Die Zwiebelhüllen sind dünn ledrig und mit langen, dünnen, wolligen Haaren bedeckt. Das unterste Blatt misst 16 × 6 Zentimeter.

### Generative Merkmale
Die Blütezeit ist Ende Mai. Die zwittrige Blüte ist radiärsymmetrisch und dreizählig. Die Blütenhüllblätter messen 5 bis 12 × 3 bis 6 Zentimeter. Sie sind zugespitzt, an der Unterseite bereift und leuchtend rot gefärbt, mit einem blassgelb umrandeten, meist stumpfen oder ausgerandeten schwarzen Basalfleck. Die Staubbeutel sind gelb oder dunkel weinrot. Die Pollen sind purpurfarben.

## Vorkommen
Die Woll-Tulpe kommt in Süd-Pamir an den Flüssen Surchan und Kafirnigan sowie in Nordost-Afghanistan bei Kabul und Badachschan. Sie hat Vorkommen in Afghanistan, Pakistan, Usbekistan, Tadschikistan und im westlichen Himalaja.
Die Woll-Tulpe gedeiht auf lehmigen, seltener auch auf steinigen Hängen mit Arten der Gattungen Pistazien, Wildbirnen, Rosen und Wermut in Höhenlagen von (650) 1200 bis 2000 Meter vor.

## Taxonomie
Die Erstbeschreibung von Tulipa lanata erfolgte 1884 durch Eduard August von Regel in Trudy Imperatorskago S.-Peterburgskago Botaniceskago Sada. Acta Horti Petropolitani, Band 8, Seite 647, Tafel 4.

## Nutzung
Die Woll-Tulpe wird selten als Zierpflanze in Rabatten genutzt. Sie ist seit spätestens 1886 in Kultur.